# La Violeta
La Violeta es una localidad del norte de la provincia de Buenos Aires situada en el extremo noreste del Partido de Pergamino, Argentina.

## Ubicación
Se encuentra a 3 km del límite interpartidos;  a 46 km de la cabecera municipal Pergamino, ocasionando innumerables dificultades a la localidad; accediendo con un camino provincial en pésimas condiciones hasta entrar a la RN 188: km 56. Inclusive burocráticas porque el transporte desde el muy vecino Partido de Ramallo se convierte en "transporte interurbano" requiriendo contralor de la provincia; así ocurre con el transporte entre Pérez Millán a la ciudad de Ramallo, que debe pasar por esta. El movimiento vial se produce por la ruta provincial 51, y los accesos a esas localidades. Se puede llegar por caminos rurales que conectan la localidad con General Rojo.

## Población
Cuenta con 1041 habitantes (Indec, 2010), lo que representa un incremento del 3,7% frente a los 1004 habitantes (Indec, 2001) del censo anterior.
| Gráfica de evolución demográfica de La Violeta entre 1991 y 2010 |
|                                                                  |
| Fuente: Censos nacionales del INDEC                              |

## Fiestas patronales
Es feriado los 16 de julio por la Fiesta Patronal Virgen Nuestra Señora del Carmen.